# 宮後八幡社

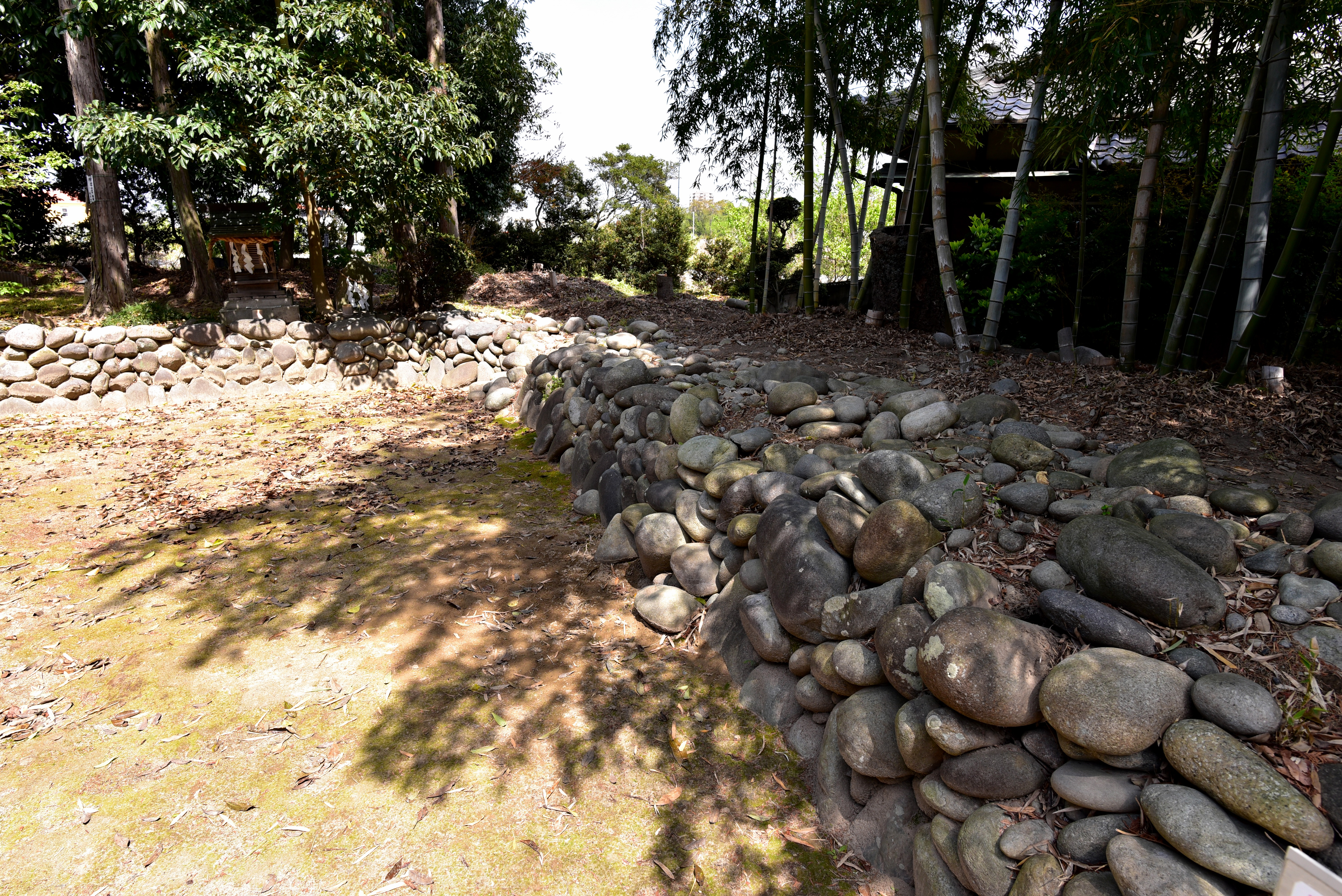
境内にある宮後城の塁壁

宮後八幡社（みやうしろはちまんしゃ）は、愛知県江南市宮後町に鎮座する神社。

## 由緒
応永年間に尾張守護土岐氏の家臣であった安井弥兵衛が宮後城を築き、その鎮護の神として創建したと伝わる。
天正15年（1587年）に勧進された。
その後、1624年（寛永元年）に蜂須賀家政によって本殿・釣殿・拝殿が再建されたことが、現在残っている棟札からわかっている。「奉建立八幡宮御本社並釣殿拝殿共ニ大旦那ハチスカノ庵様、寛永元年9月28日」。
本殿は1958年（昭和33年）に愛知県の文化財に指定された。また、境内周囲には宮後城の塁壁が残っている。

## 文化財
愛知県指定文化財
- 本殿[3]

※ 本殿は、一間社流造で、屋根は檜皮葺、軒は二軒繁垂木（ふたのきしげだるき）とする。細部の意匠も過飾に陥ることなくよく整っており、近世初期の社殿建築として貴重な遺構である。